# Guerre du gaz (Bolivie)
Pour les articles homonymes, voir Guerre du gaz.
La guerre du gaz désigne les conflits et troubles sociaux et politiques survenus en Bolivie après la découverte d'un champ de gaz naturel dans le département de Tarija, dans le sud-est du pays. Après avoir culminé à l'automne 2003 par le blocage de la capitale administrative La Paz, elle s'est achevée avec la chute du président Gonzalo Sánchez de Lozada le 17 octobre 2003.

## L'exploitation d'un nouveau gisement gazier
Lors de la présidence de Hugo Banzer, en 2000, les compagnies pétrolières privées qui opèrent en Bolivie découvrent un énorme gisement de gaz naturel dans le sous-sol de la région du Gran Chaco, département de Tarija. Il s'agit de la deuxième plus grande réserve d'Amérique du Sud après le Venezuela, avec 54 TCF (soit 1 500 milliards de mètres cubes) certifiées prouvées ou probables.

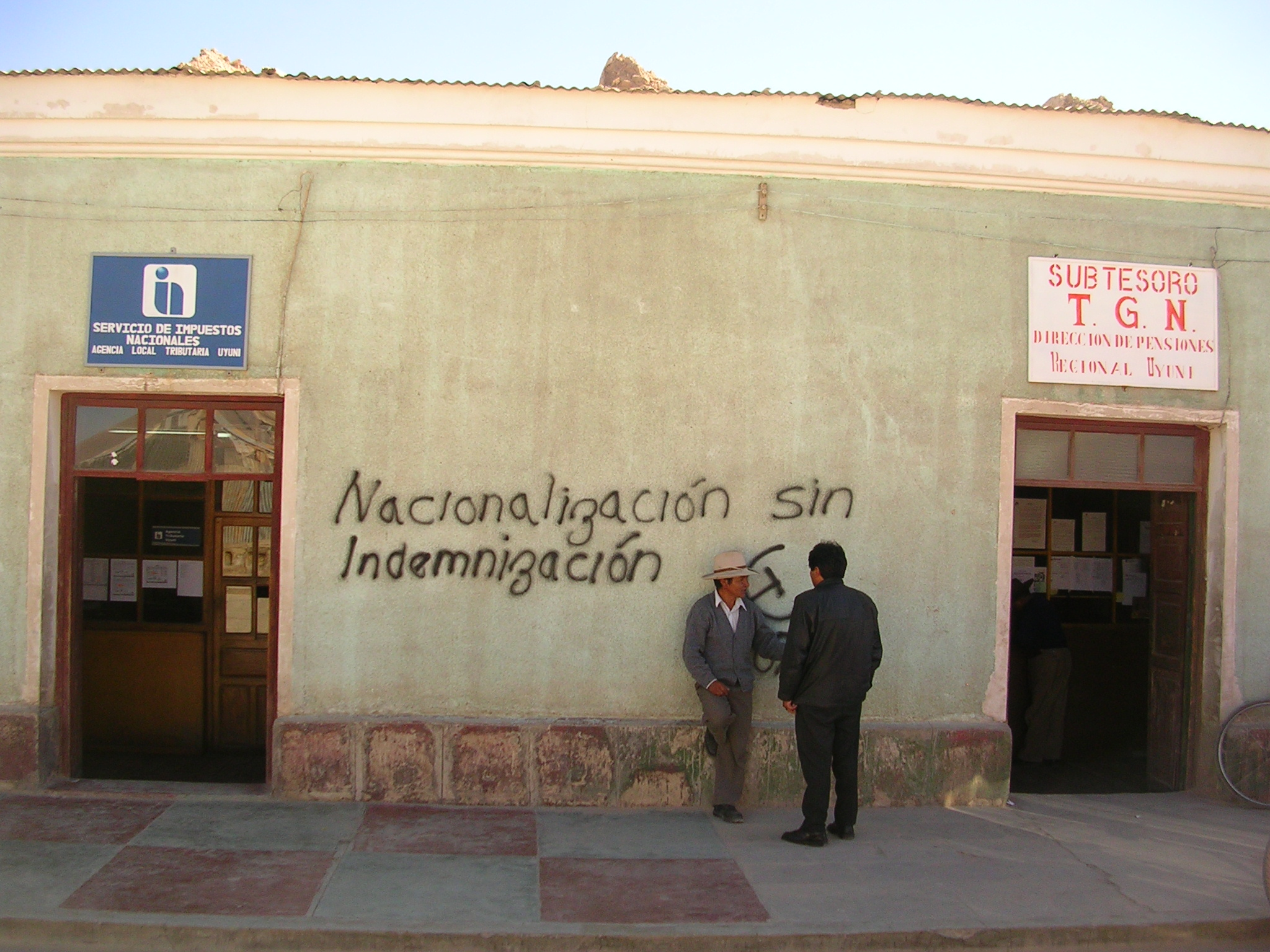
Graffiti sur la nationalisation des hydrocarbures.

En 2001, un cancer du poumon contraint le président Banzer à la démission, et son vice-président Jorge Quiroga Ramírez, connu en Bolivie comme « Tuto », lui succède. Les entreprises British Gas, British Petroleum, Panamerican Energy et Repsol YPF s'associent pour former le consortium Pacific LNG afin d'exploiter cette ressource, avec l'objectif de l'exporter vers le Mexique et les États-Unis. Ce sera le président Quiroga qui devra décider du sort de ce projet.
La Bolivie est un pays enclavé. Pour exécuter le projet de Pacific LNG, il faudra donc d'abord tracer un gazoduc vers un port de l'océan Pacifique. L'option techniquement la plus valable est d'exporter à travers le Chili, mais ceci pose de sérieux problèmes politiques à la suite d'anciens différends avec ce pays, datant de la guerre du Pacifique en 1879. L'autre option, exporter à travers le Pérou, qui ne pose pas de problèmes politiques, est néanmoins beaucoup plus coûteuse, et les compagnies multinationales ne sont pas prêtes à financer la différence.
Finalement, le président Quiroga reporte la décision, jugeant que cette affaire délicate pourrait compliquer sa carrière politique.
Le 6 août 2002, Gonzalo Sánchez de Lozada prête serment comme président de la République, avec une faible majorité au Congrès construite par des alliances avec la plupart des partis politiques dits « traditionnels », et une très forte opposition populaire.

## De la crise sociale à la crise politique

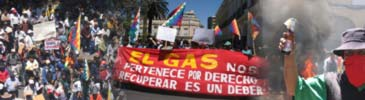
Protestations contre le président Sánchez de Lozada.

Le 12 février 2003, un soulèvement de la police nationale entraîne rapidement une crise de gouvernement très profonde. Tandis que la répression du soulèvement par les forces armées (en pleine place Murillo) fait plusieurs morts et blessés, des grands magasins sont pillés et les sièges des partis politiques membres de la coalition gouvernementale sont incendiés. Le bilan est d'au moins trente morts. Bien que le calme soit revenu le soir du 13 février, ces événements montrent clairement le manque de soutien populaire du président Sanchez de Lozada.
En septembre 2003, une mobilisation des paysans de la région de Warisata, dans le haut plateau de La Paz, bloque les routes d'accès à la ville. Leur action empêche un groupe important de touristes d'arriver en ville et même à l'aéroport. Se justifiant de délivrer ces « otages », le gouvernement envoie, une fois encore, l'armée. Le bilan : trois morts, dont une fillette d'à peine sept ans. Cet épisode marque le début d'une vague de mobilisations, menée par Evo Morales, Felipe Quispe et les syndicats, qui conduira à la chute du gouvernement.
Pendant le reste du mois de septembre et la première moitié du mois d'octobre, les mobilisations populaires sont de plus en plus massives et violentes. Bien que chaque organisation revendique ses propres intérêts corporatifs, l'opposition à l'exportation du gaz naturel à travers le Chili devient une demande commune.

### Le blocage de La Paz
Dès le 8 octobre, l'association de voisins de la ville d'El Alto (bidonville de près d'un million d'habitants dans la banlieue de La Paz) bloque toutes les entrées de la ville. Aliments, médicaments et carburants ne parviennent plus aux centres d'expédition de La Paz. La ville tient bon jusqu'au vendredi 10 grâce au rationnement, qui provoque encore plus de colère chez les habitants. Contrairement à ce qu'espérait le gouvernement, le blocus ne s'affaiblit pas pendant le week-end. Au lever du soleil du dimanche 12, le gouvernement envoie l'armée pour rompre les barrages et rétablir l'approvisionnement de La Paz en carburant. Cette tentative provoque une réaction violente, et les soldats sont obligés de se défendre, provoquant un massacre. Le combat durera jusqu'au mardi matin.
En effet, tant la violence de la répression militaire, qui emploie de l'armement de guerre, que la résistance du peuple, armé de pierres et de bâtons pour la plupart, se répandent rapidement aux villes de La Paz, Cochabamba, Oruro et même à Sucre.
La ville est paralysée du 12 au 17 octobre. Paysans, ouvriers, petits commerçants et chômeurs descendent dans les rues tous les jours, tandis que les employés de bureau, les commerçants moyens, les professionnels libéraux apportent ce qu'ils peuvent pour alimenter et encourager les manifestants. Cette fois, le gouvernement ne compte plus sur l'appui des classes moyennes, et même quelques cadres et entrepreneurs se prononcent pour la démission du président.
Au début du mouvement, les mots d'ordre ne sont pas clairs. Chaque secteur défend ses propres intérêts, et le sujet du gaz est abordé de différentes façons. Certains souhaitent l'exportation à travers le Pérou, la plupart souhaite la transformation du gaz sur place, plutôt qu'à l'étranger, afin de favoriser l'industrialisation du pays et de bénéficier de la valeur ajoutée du gaz transformé. La nationalisation n'est demandée au départ que par une minorité radicale. Cependant, parallèlement à une mobilisation de plus en plus forte des différents acteurs, une demande de plus en plus forte unifie les citoyens : Gonzalo Sánchez de Lozada, alias « Goni l'Américain », doit démissionner.

### La démission de Sánchez de Lozada
Finalement, le 17 octobre, après plusieurs défaites politiques, y compris la démission de plusieurs membres du cabinet, l'abandon de ses alliés au congrès, et surtout l'accusation de meurtre faite par son propre vice-président, Carlos Mesa, à la suite du massacre d'El Alto ordonné par le président (plus de 80 morts victimes de tirs d'hélicoptères de l'armée dans la dernière semaine du conflit social), Gonzalo Sánchez de Lozada fuit, via Santa Cruz, la Bolivie vers les États-Unis, en laissant sa lettre de démission. À 18 heures, le Congrès réuni d'urgence accepte la démission. Carlos Mesa prête serment comme nouveau président de la République. La guerre du gaz est finie.

## Bilan

### Bilan humain
Au moins 70 personnes ont trouvé la mort dans ces manifestations, blocus ou émeutes depuis le début du mois d'octobre 2003. Le chiffre varie selon les sources, les uns le réduisant à 63 officiellement recensés, les autres gonflant ce chiffre à plus de cent, en y ajoutant les noms de personnes décédées ces jours-là à La Paz pour des causes naturelles ou de maladie,. Le nombre de blessés dépassait pour sa part le chiffre de 500.

### Conséquences politiques
Le résultat de ces révoltes et de la répression militaire a été, principalement, la démission du président Gonzalo Sánchez de Lozada, remplacé par le vice-président Carlos Mesa. Celui-ci convoqua un référendum sur la nationalisation des hydrocarbures, remporté massivement par les tenants du « oui ». Ceci a conduit à la loi sur les hydrocarbures puis au décret de nationalisation du 1er mai 2006 signé par le président Evo Morales (élu en 2005), de loin le grand bénéficiaire de ce virage à 180º de la politique bolivienne.
Par ailleurs, des poursuites ont été engagées sous le gouvernement de Morales contre plusieurs responsables allégués du massacre d'octobre, visant par exemple, Manfred Reyes Villa, allié de Sánchez de Lozada.